# South Dakota-klass (1920)

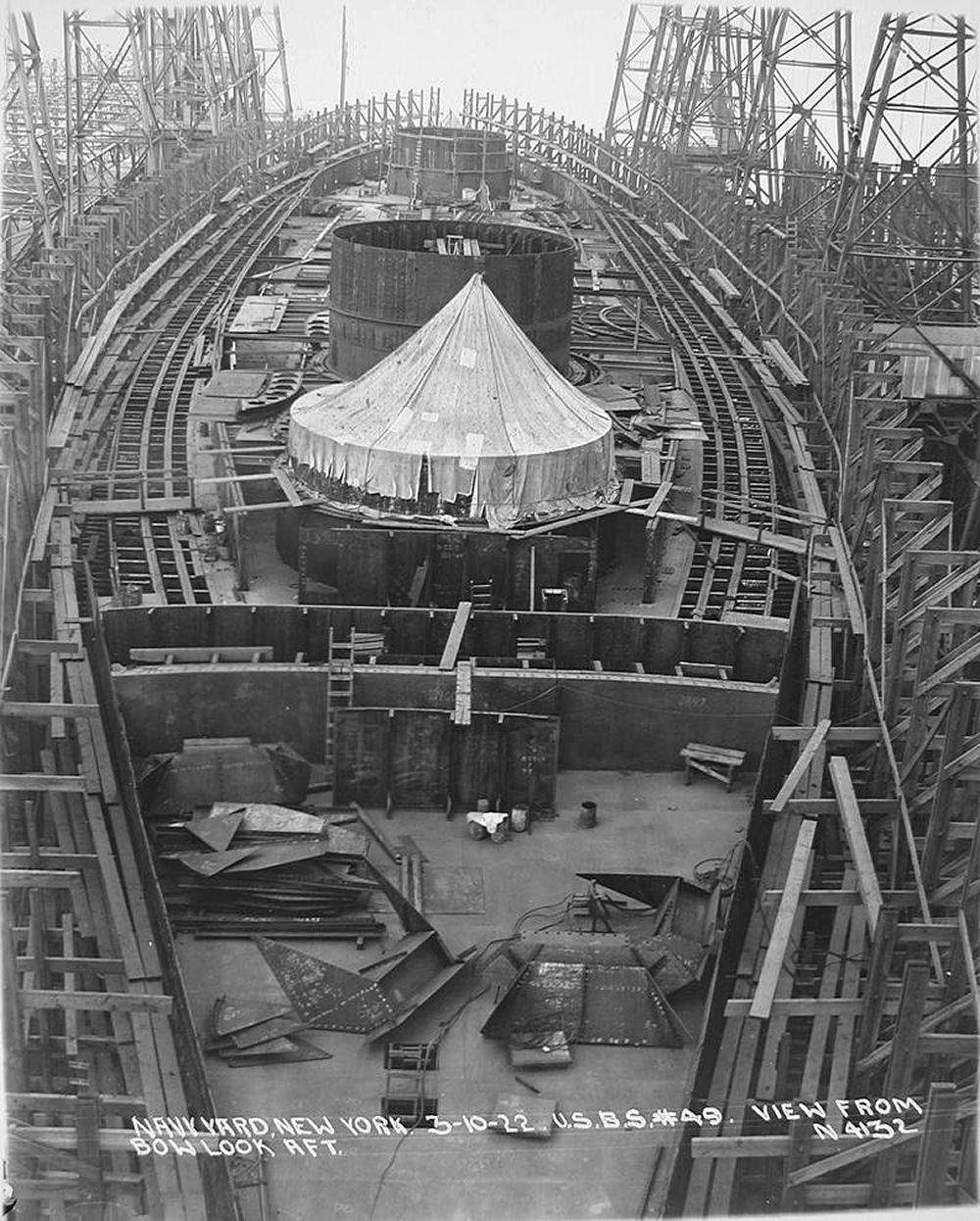
South Dakota under konstruktion

South Dakota-klassen var en planerad och påbörjad amerikansk slagskeppsklass. Konstruktionen av sex slagskepp för den amerikanska flottan påbörjades 1920, men slutfördes aldrig, då Washington Naval Treaty 1922 begränsade både det totala tonnaget och storleken på individuella fartygen till 36.000 ton.

## Fartyg i klassen
| Namn                   | Varv                       | Kölsträckning    | Stoppade        | Avbeställda     | % färdigställda | Öde                             |
| ---------------------- | -------------------------- | ---------------- | --------------- | --------------- | --------------- | ------------------------------- |
| South Dakota (BB-49)   | New York Naval Shipyard    | 15 mars 1920     | 8 februari 1922 | 17 augusti 1922 | 38,5%           | såld som skrot, 25 oktober 1923 |
| Indiana (BB-50)        | New York Naval Shipyard    | 1 november 1920  | 8 februari 1922 | 17 augusti 1922 | 34,7%           | skrotad på varvet               |
| Montana (BB-51)        | Mare Island Naval Shipyard | 1 september 1920 | 8 februari 1922 | 17 augusti 1922 | 27.6%           | såld som skrot 25 oktober 1923  |
| North Carolina (BB-52) | Norfolk Naval Shipyard     | 12 januari 1920  | 8 februari 1922 | 17 augusti 1922 | 36,7%           | såld som skrot 25 oktober 1923  |
| Iowa (BB-53)           | Newport News Shipbuilding  | 17 maj 1920      | 8 februari 1922 | 17 augusti 1922 | 31,8%           | såld som skrot 8 november 1923  |
| Massachusetts (BB-54)  | Fore River Shipyard        | 4 april 1921     | 8 februari 1922 | 17 augusti 1922 | 11,0%           | såld som skrot 8 november 1923  |